# 克氏長吻鰩
克氏長吻鰩（學名：Dipturus crosnieri），為軟骨魚綱鰩目鰩科長吻鰩屬的一種，被IUCN列為易危保育類動物，分布於西印度洋馬達加斯加西南部海域，深度300至850公尺，體長可達61公分，棲息在大陸棚及大陸坡海域，為底棲性魚類，肉食性，卵生，生活習性不明。